# Тилли, Иоганн Церклас
Ио́ганн Це́рклас, граф фон Ти́лли (нем. Johann t'Serclaes Graf von Tilly; родился в феврале 1559, Виллер-ла-Виль, Брабант, Семнадцать провинций, Нидерланды — умер 30 апреля 1632, Ингольштадт, Баварское курфюршество, Священная Римская империя) — имперский фельдмаршал, знаменитый полководец времён Тридцатилетней войны, одержавший ряд стратегически важных побед.

## Биография
Тилли родился в Испанских Нидерландах в 1559 году, происходил из знатной фамилии, жившей близ Брюсселя. Воспитание получил в иезуитской школе, сделавшей его весьма религиозным.
Свою военную карьеру Тилли начал в 15 лет в испанской армии под началом герцога Пармского Алессандро Фарнезе в войне против мятежных Нидерландов. В качестве простого солдата выказал большую храбрость, необыкновенную набожность и преданность знамени.
В 1600 году Тилли перешёл в армию Священной Римской империи, которая тогда воевала с турками в Венгрии. Тилли стал быстро продвигаться по служебной лестнице и был признан талантливым военачальником, мастером пехотной войны. Он создал свою систему построения пехоты, основанную на опыте испанских терций — смешанных колонн пикинёров и мушкетеров. Такая тактика имела преимущества перед пешими войсками турок. За выдающиеся военные заслуги император Священной Римской империи Рудольф II в 1605 году пожаловал ему чин фельдмаршала.
В 1610 году Тилли поступил на службу к герцогу Максимилиану Баварскому и занялся реорганизацией баварских войск. Он понял всю ненадежность наемных отрядов и задумал образовать регулярную армию. По его плану все взрослое население Баварии подлежало призыву на военную службу: дворянство — в кавалерию, крестьяне и горожане — в пехоту. Все должны были обучаться военному делу. Благодаря этому армия Католической лиги, командующим которой в начале Тридцатилетней войны был назначен Тилли, в течение 12 лет считалась непобедимой.
Не принадлежа к числу особенно даровитых полководцев, Тилли — «свирепый» и «страшный», как называли его протестанты, — отличался прямодушием, справедливостью и бескорыстием. Солдаты любили своего «отца». Густав II Адольф называл его «старым капралом».

### Тридцатилетняя война
Без труда Тилли занял Верхнюю и Нижнюю Австрию, вступил в Богемию и, соединившись с Бюкуа, оттеснил армию Фридриха V к стенам Праги. 8 ноября 1620 года полки Тилли наголову разбили чехов в битве при Белой Горе. В 1621 году Тилли опустошил долину Неккара и Оденвальдскую область и двинулся на Гейдельберг.

Против него выступил Мансфельд. Вместе с маркграфом Георгом Фридрихом он разбил Тилли у Вислоха (27 апреля 1622 года), но союзники не воспользовались этой победой и продолжили действовать порознь. Неожиданно напав на Георга Фридриха близ Вимпфена 6 мая, Тилли, соединившись с Кордовой, разбил маркграфа, а 22 июня при Хёхсте — Христиана Брауншвейгского. 14 сентября он овладел Гейдельбергом, где солдаты его учинили резню. Из Гейдельберга Тилли пошёл на Мангейм и взял эту крепость. После сдачи Франкенталя в апреле 1623 года Тилли пошёл на север, разбил Христиана близ Штадлона, занял Нижне-Саксонский округ и разграбил его. 27 августа 1626 года Тилли одержал важную победу над датским королём Кристианом IV близ Луттера, таким образом подчинив Лиге всю Северную Германию. Вместе с Валленштейном Тилли завладел Голштинией, Шлезвигом и Ютландией. 

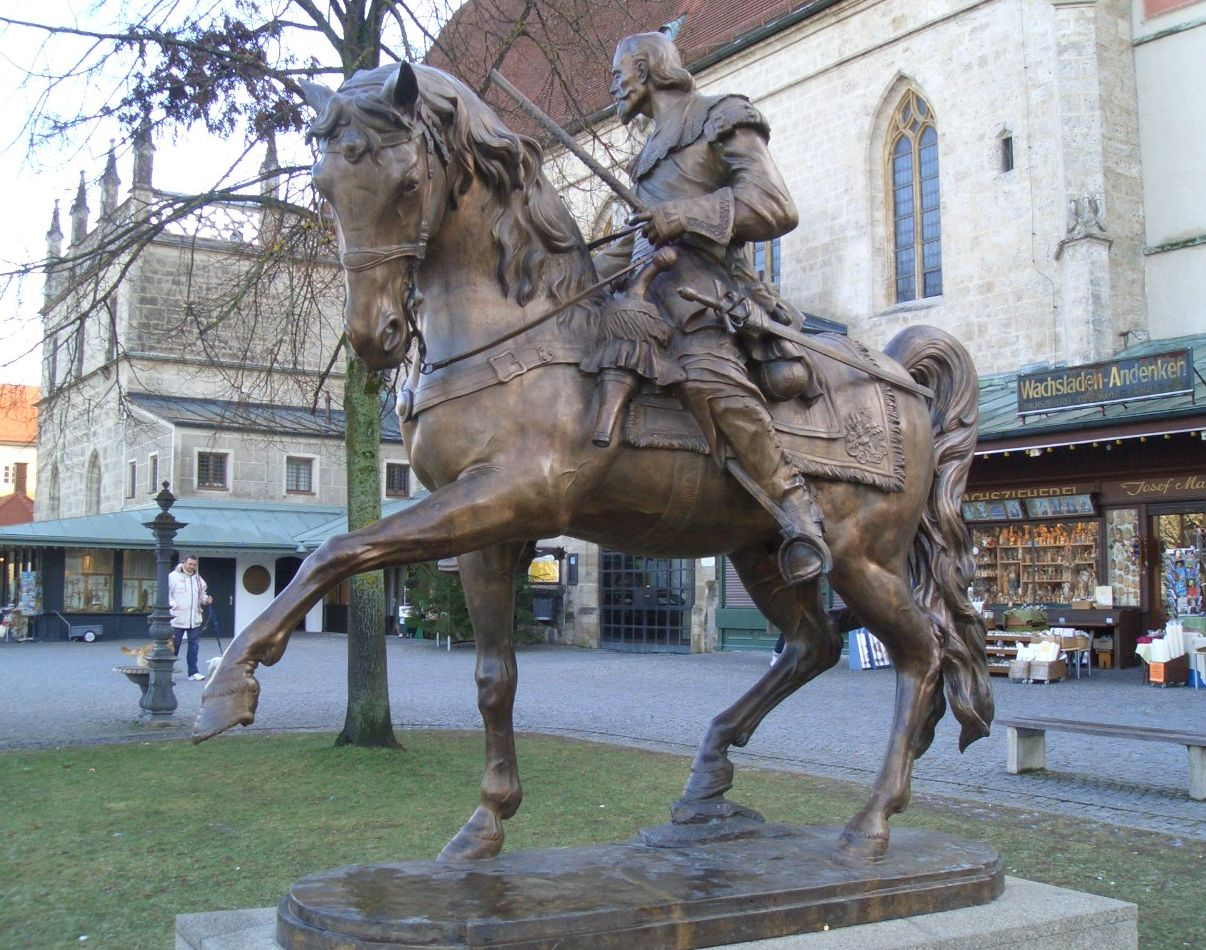
Памятник графу Тилли в Альтёттинге

В 1630 году после отставки Валленштейна Тилли занял место главнокомандующего имперской армией с титулом наместника императора по военным делам. В марте 1631 года он взял штурмом Нойбранденбург, в мае — Магдебург, отданный им на разграбление солдатам. Пожар уничтожил город; в огне погибли свыше 20 тысяч человек. Протестанты прозвали Тилли «палачом Магдебурга», но позже было установлено, что город был подожжён по приказу коменданта, шведского офицера Фалькенберга. Тилли же, напротив, тщетно пытался организовать тушение в надежде сделать из Магдебурга опорную базу для ведения дальнейших боевых действий.
После этого Тилли вступил в Саксонию, но счастье ему изменило. 17 сентября 1631 года он встретился со шведской армией у Брейтенфельда (недалеко от Лейпцига) и потерпел сокрушительное поражение; вся его артиллерия досталась шведам, он потерял более 7 тысяч убитыми, 7 тысяч попали в плен, и сам Тилли был ранен. Отступив в Баварию, Тилли привел в порядок войско и снова попытался остановить наступление шведов. Намереваясь преградить им путь через Лех, Тилли окопался на восточном берегу реки, у крепости Райна, но после упорного сражения 15 апреля 1632 года был вынужден отступить.
Тилли потерпел тяжёлое поражение, получил смертельное ранение ядром в ногу и был увезен в Ингольштадт, где и умер 30 апреля со словами: «Регенсбург! Регенсбург!», продолжая даже на смертном одре исполнять обязанности полководца. Гробница его находится в большом аббатстве Альтёттинга.
2 мая 1624 г. курфюрст Баварии Максимилиан I предоставил Иоганну Тилли сеньорию Брейтенег, которой семейство Тилли управляло вплоть до пресечения в 1724 г.